# إيغير
يغير (بالإنجليزية: Eiger)‏ هو أحد جبال سلسلة جبال الألب البرنية وجزء من القمة الأم جبل مونك يقع في كانتون برن، سويسرا. يبلغ ارتفاع الجبل حوالي 3970 متر، بينما يبلغ ارتفاع نتوء الجبل 356 متر، وقد سجل أول وصول لقمة الجبل عام 1858.